# Boulder Dash II
Boulder Dash II är andra spelet i Boulder Dash serien. Spelet släpptes tillsammans med originalet under namnet Super Boulder Bash 1986.

## Skillnader
Spelet är likt ettan med en större förändring, blått slem som stenar och diamanter kan falla igenom.

## Officiella släpp
Boulder Dash II: Rockford's Revenge (1985: Amstrad CPC, Commodore 64, MSX, IBM PC, ZX Spectrum)